# Pancreatectomia

La  pancreatectomia è un intervento chirurgico con il quale si procede alla rimozione totale o parziale del pancreas

## Indicazioni
Si procede per asportazione di un tumore o cisti, in caso di evento traumatico o per trattare patologie come la pancreatite.

## Intervento
In seguito ad anestesia generale si opera tramite incisione, dopo l'asportazione si ricostruisce la parte eliminata con un'anastomosi che unisce il coledoco e il tratto digiunale superiore.

## Post-intervento
La persona dopo l'intervento deve seguire una dieta con pochi zuccheri e grassi.

## Complicazioni
Fra le possibili complicazioni dovute all'intervento:
- Diabete
- Formazioni di fistole nel dotto biliare